# Đội hình trận đánh (quân sự)
Đội hình trận đánh là cách tổ chức quân đội trên chiến trường theo đội hình chủ yếu: Tiền vệ, Trung vệ, Hậu vệ. Cả ba đội có vai trò khác nhau trong tác chiến, đồng thời có sự phối hợp hỗ trợ cho nhau.
Trong lịch sử châu Âu vào thời kỳ Trung Cổ, các trận chiến giữa các đạo quân thường được phân chia theo cách này. Đội hình được sắp xếp theo trình tự cột dọc, nếu sắp xếp theo cột ngang thì Hậu vệ sẽ ở cánh trái, Tiền vệ sẽ ở cánh phải.
Cách tổ chức này cũng phổ biến trong lĩnh vực khác, như thể thao, đặc biệt trong bóng đá.
Ở cấp độ chiến lược, trong một cuộc chiến tranh, một đạo quân sẽ tập trung tấn công một chiến trường rộng lớn, đó là lực lượng tấn công, hay tiên phong. Một đạo quân lớn thứ hai sẽ tổ chức trên một tuyến dài ở phía sau, để bảo vệ đường hậu cần quân sự. Đạo quân thứ ba sẽ đặt ở vị trí cuối cùng, bảo vệ chính quốc, bao gồm thủ đô, các cơ sở quân sự lớn.
Cách tổ chức này trong thời chiến lẫn thời bình cũng tương tự nhau, ngay cả khi quân đội chuyển sang Phản công thì cách tổ chức này vẫn phải tuân thủ 3 nhóm chính, trong đó đạo quân tấn công vẫn sẽ cần một đạo quân thứ hai duy trì đường hậu cần, nhất là khi quân tấn công di chuyển càng ngày càng xa căn cứ chính quốc. Đạo quân thứ ba vẫn phải trụ lại để bảo vệ hậu phương.
Tổ chức này cũng tương tự cách tổ chức "ngũ quân" của quân đội nhà Lê dưới thời Lê Lợi, quân được chia thành: Tiền quân, Trung quân, Hậu quân, Hữu quân, Tả quân. Đến thế kỷ 18, về vai trò trong trận chiến, quân đội Tây Sơn cũng tổ chức quân đội theo "ngũ quân".